# Japanese Boy
Singles de Aneka
Little Lady
(1981)
Japanese Boy est une chanson d'Aneka, sortie en 1981.

## Genèse
Mary Sandeman est une chanteuse traditionnelle écossaise avec une certaine carrière lorsque l'auteur-compositeur Bob Heatlie et le producteur Neil Ross lui présentent une maquette de chanson pop aux sonorités exotiques. Amusée, Mary Sandeman accepte de l'interpréter bien que ce ne soit pas son registre habituel. Immédiatement, ils lui expliquent alors qu'elle doit absolument changer de nom pour correspondre à la chanson, s'emparent de l'annuaire téléphonique d'Édimbourg, et y trouvent le nom d'Aneka.

## Classements
| Pays                    | Meilleure position |
| ----------------------- | ------------------ |
| Europe                  | 1                  |
| Royaume-Uni             | 1                  |
| Irlande                 | 1                  |
| Suède                   | 1                  |
| Suisse                  | 1                  |
| Belgique                | 1                  |
| Allemagne               | 3                  |
| Norvège                 | 4                  |
| Autriche                | 4                  |
| Pays-Bas                | 7                  |
| Canada                  | 42                 |
| Australie               | 57                 |
| États-Unis Dance charts | 15                 |

## Reprises
- Sayonara Monsieur Kung-Fu de Marion, une version française de 1981. À noter que les paroles ont été modifiés par un certain Daniel Buisson ;
- Japanese Boy de Andrea Jürgens, une version allemande de 1981 ;
- La même année, une chanteuse japonaise nommée Atsuko reprend la version de Daniel Buisson pour la chanter à la fois en français et en japonais ;
- Mimořádná linka (Praha – Tokyo) d'Hana Zagorová, une version tchèque de 1982 ;
- Японско момче des Koukéri, une version bulgare de 1982 ;
- Chinese Boy d'Yukano Yamaguchi, une version japonaise de 1983 ;
- Japanese Girl de The Bates, une version rock allemande de 2000 ;
- Dui Hao Ru Zuo (對號入座) de S.H.E, une version taïwanaise de 2004 ;
- Japanese Boy de Shanadoo, une version eurodance japonaise de 2007 ;
- Japanese Boy de Smile.dk, une version bubblegum dance suédoise de 2008 ;
- Japanese Boy de Sahara Hotnights, une version rock suédoise de 2009 ;
- Japanese Boy de Jacqueline, une version allemande de 2009 ;
- La chanson apparait également dans l'anime Tenchi Muyo! et dans le jeu vidéo Grand Theft Auto: Vice City.